# Portugalská kuchyně
Portugalská kuchyně je středomořská kuchyně ovlivněná sousedním Španělskem, severní Afrikou a vlivy z portugalských kolonií v Africe, Asii a Americe. Používá proto hodně koření, pálivé chilli piri-piri, kari, vanilku, římský kmín, skořici, šafrán, koriandr, bobkový list, petrželku nebo muškátový oříšek. Tradiční kuchyně je založena na stravování zemědělců a rybářů, kteří potřebovali vydatnou stravu. Využívá proto hodně masa, ryb, brambor a rýže. Porce bývají velké. Díky Atlantskému oceánu jsou velmi populární ryby a mořské plody (treska, ančovička, okounek, ústřice, losos nebo mečoun).
Portugalská kuchyně měla velký vliv na brazilskou kuchyni, na africkou kuchyni (především na kapverdskou, mosambickou nebo angolskou) ale i na macajskou kuchyni nebo na kuchyni Východního Timoru.

## Suroviny
Portugalci vždy byli dobrými rybáři a v konzumaci ryb a mořských plodů jsou na prvním místě v Evropské unii. Mezi nejoblíbenější ryby patří treska a sardinka. Potom je to široký výběr dalších ryb, jako je platýs, tuňák, mečoun, hejk, kranas, mihule, losos, parmice nachová, morčák evropský, rejnok, chobotnice, sépie, krabi, krevety, garnáti, humři, langusty, škeble, mušle, ústřice a hřebenatky. V hlubokých vodách Madeiry se vyskytuje zvláštní ryba espada (tkaničnice atlantická). Je to černá úhořovitá ryba s vynikajícím jemným bílým masem. 

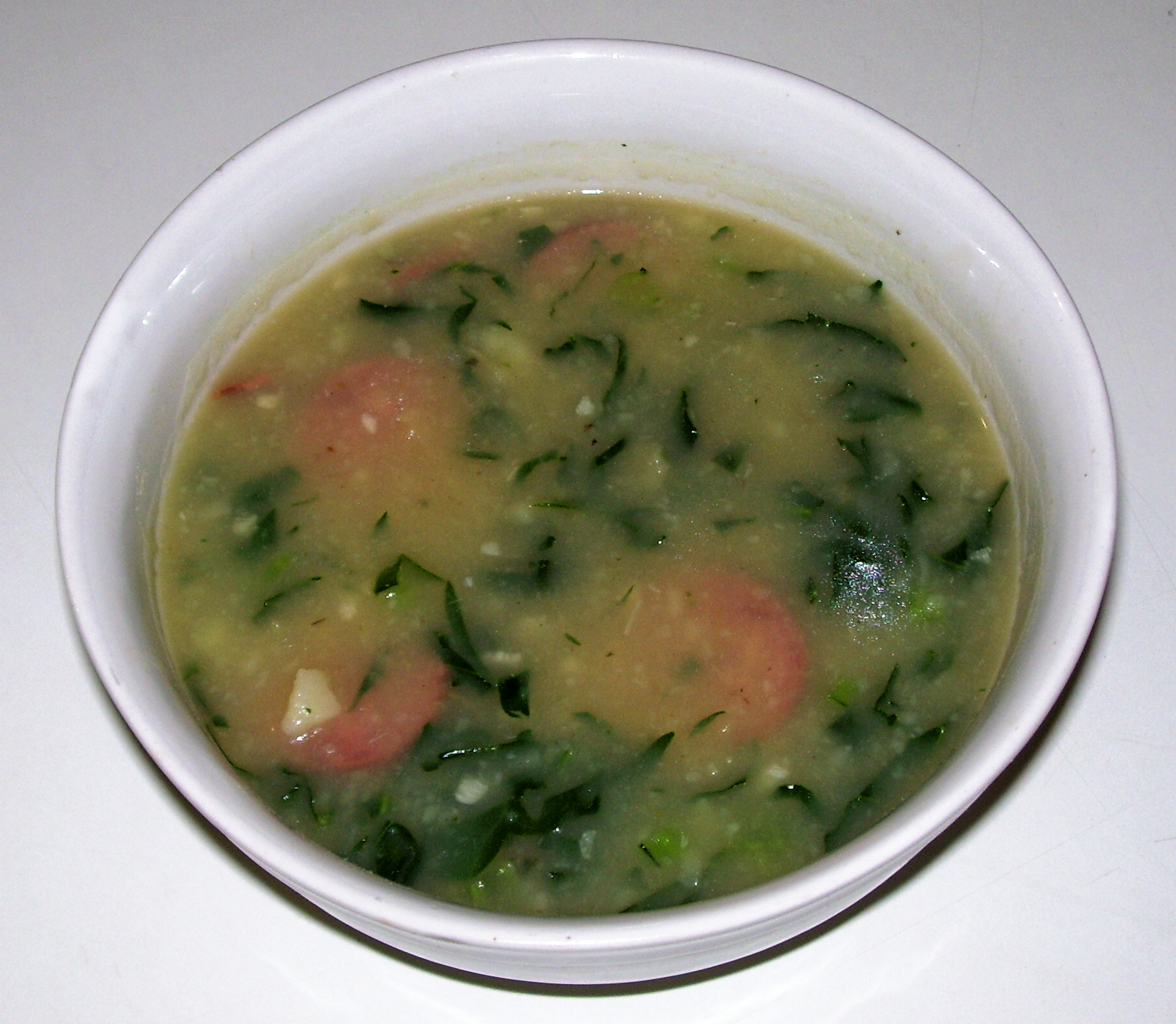
Caldo verde, polévka z rozmixovaných brambor a další zeleniny

Maso je také velmi využívané, především vepřové, králičí a drůbeží maso. Hodně se tak jedí kuřata, kachny a křepelky. Z vepřového masa se vyrábějí nejrůznější uzeniny. Jako přílohu podávají nejčastěji brambory a rýži, často i obojí najednou.
Středomořská strava se neobejde bez olivového oleje, oliv, kapar a česneku. Dále jsou oblíbené sýry, tady hlavně ovčí a kozí. Jako syřidlo se často používají květy místního bodláku.
K jídlu Portugalci podávají saláty. Připravují je nejčastěji ze zelí, rajčat, mrkve, okurky a cibule. Zeleninu většinou nekombinují, saláty jsou maximálně ze dvou druhů.

## Pokrmy

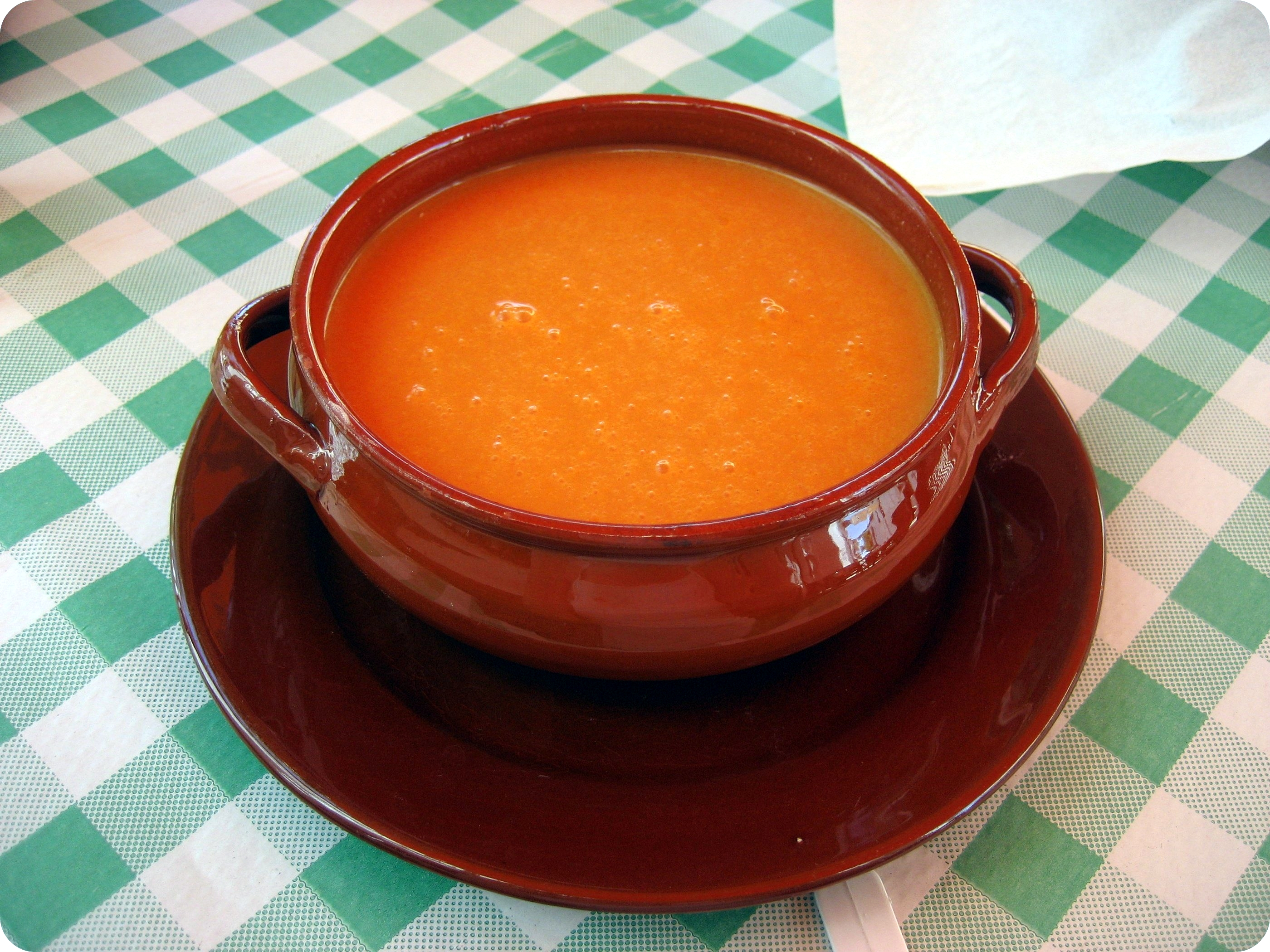
Gazpacho, studená polévka z rajčat a další zeleniny

### Polévky
- Açorda (sopa alentejana), národní jídlo, připravuje se z rozmixovaného chleba, vajec a česneku. Dochucuje se koriandrem a olivovým olejem. Tato polévka má mnoho variant podle kraje. Někde se podává s krevetami nebo treskou.
- Caldo verde, národní jídlo, připravuje se z rozmixovaných brambor, cibule a  kapusty. Dochucuje se česnekem, olivovým olejem a několika plátky vepřové klobásy chouriço. Může se jíst horká nebo i studená.
- Creme de marisco, krémová polévka z krevet a dalších mořských plodů s rajčaty.
- Gaspacho, pochází ze Španělska, připravuje se rozmixováním rajčat, papriky, česneku, cibule, citronu a olivového oleje.Bacalhau com natas, treska pečená s bešamelem

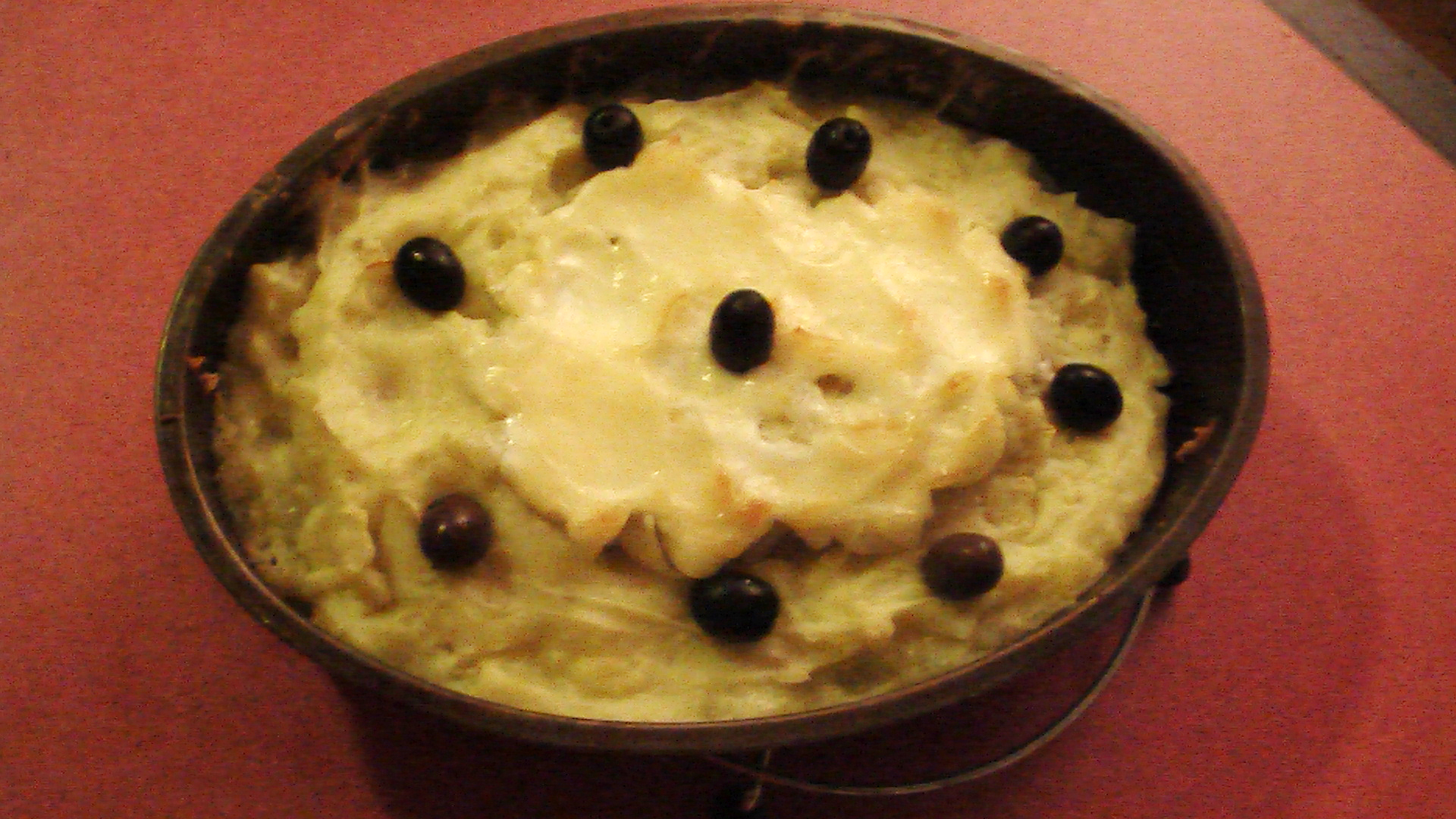
Bacalhau com natas, treska pečená s bešamelem

### Ryby

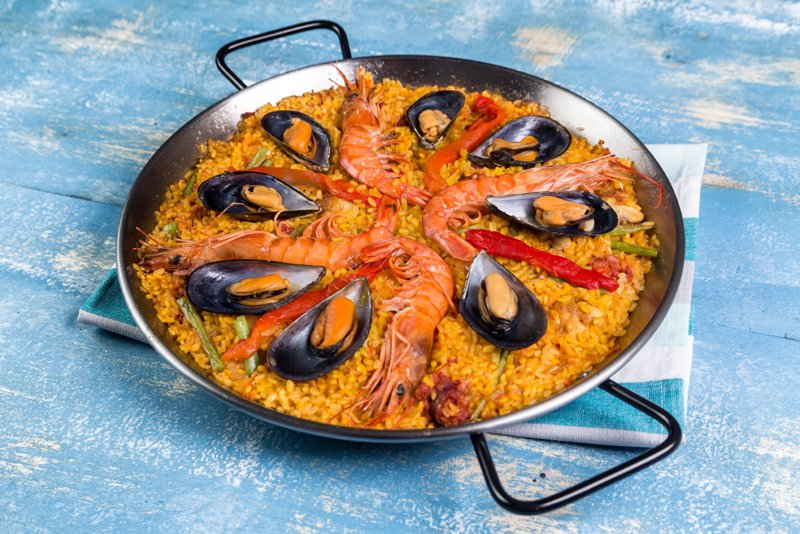
Paella, rýže s plody moře

- Paella, rýže s plody mořeBacalhau, sušená nasolená treska, před použitím se treska na den namáčí do studené vody nebo mléka. Ze sušené tresky se připravují pokrmy Bacalhau com natas (treska pečená v troubě doplněná krémovým bešamelem a hranolky), Bacalhau à brás (osmažená směs malých kousků tresky, brambor, cibule a vajec), Bacalhau a Gomez de Sá (vrstvy nasolené tresky, brambor, cibule, vajec a oliv), Bolinhos de bacalhau nebo pasteis de bacalhau (smažené koláčky z tresky, brambor, vajec a petrželky), Pastel de bacalhau (smažené pečivo připravené z těsta s tresčím masem).[2]
- Caldeirada, dušené ryby a plody moře. Nejčastěji to jsou kombinace olejnatých ryb (sardinka, makrela nebo tuňák) s pevnějšími rybami (platýs nebo mořský ďas).
- Sardinhas assadas, grilované sardinky, nejlevnější portugalská ryba
- Cataplana, směs dušená na olivovém oleji, obsahuje škeble, šunku, klobásy, rajčata, papriky, česnek a cibuli. Cataplana je také název pro přiklápěcí měděnou pánev, ve které se jídlo Galinha à Africana, kuře po africkupřipravuje.

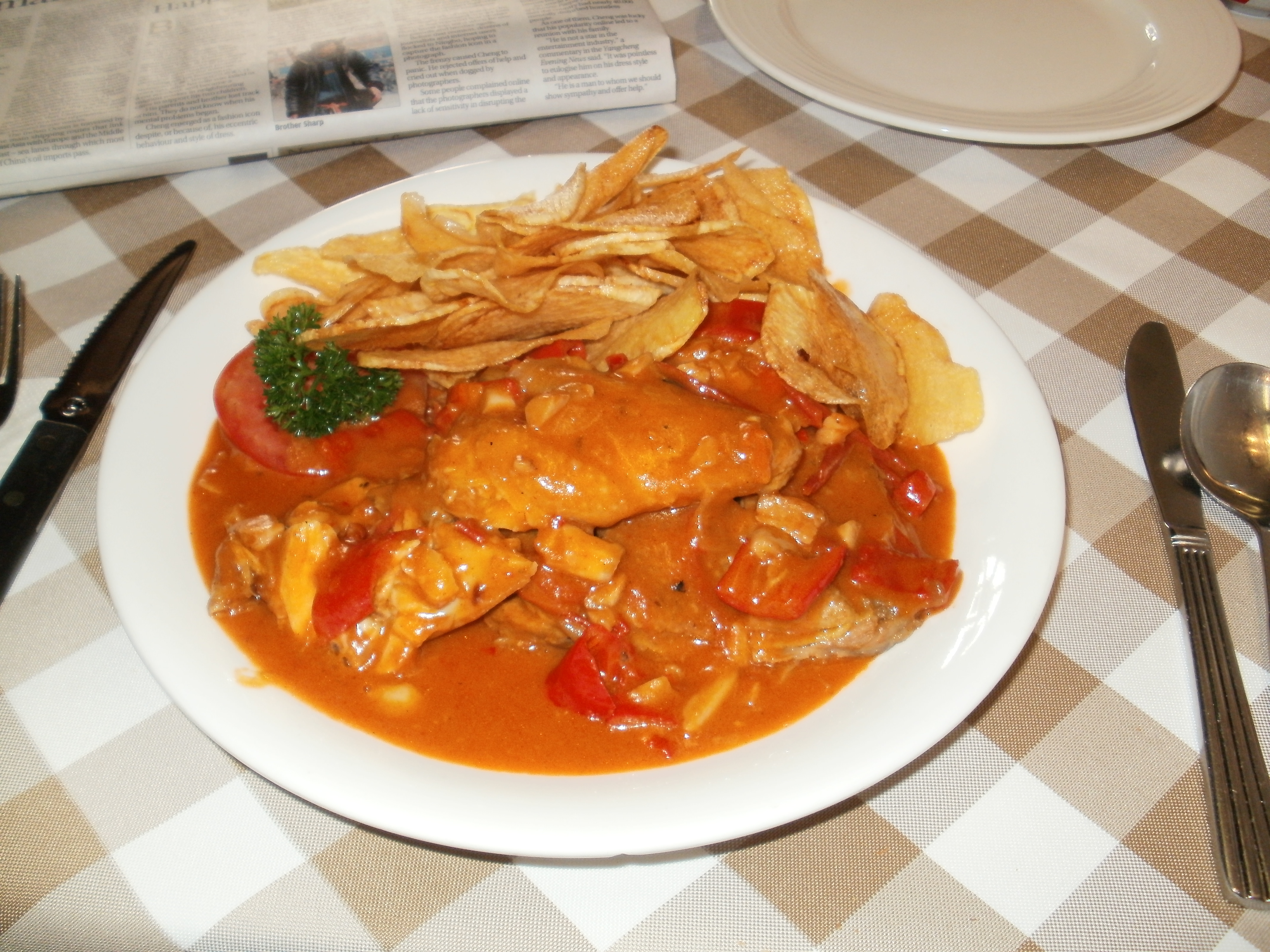
Galinha à Africana, kuře po africku

- Arroz de marisco, osmažená rýže s plody moře, připravuje se stejně jako španělská paella.
- Plněné olihně, specialita v Lisabonu

### Maso
- Cozido à Portuguesa, společně dušené hovězí, vepřové a kuřecí maso s uzenou klobásou, kapustou, mrkví, tuřínem, bramborami a rýží.
- Carne de porco à alentejana, směs vepřového masa, mušlí a brambor ochucená koriandrem
- Bife, hovězí nebo vepřové maso dušené ve vinné omáčce. Podává se s opečenými Feijoada, maso dušené s černými fazolemibramborami, rýží či salátem.

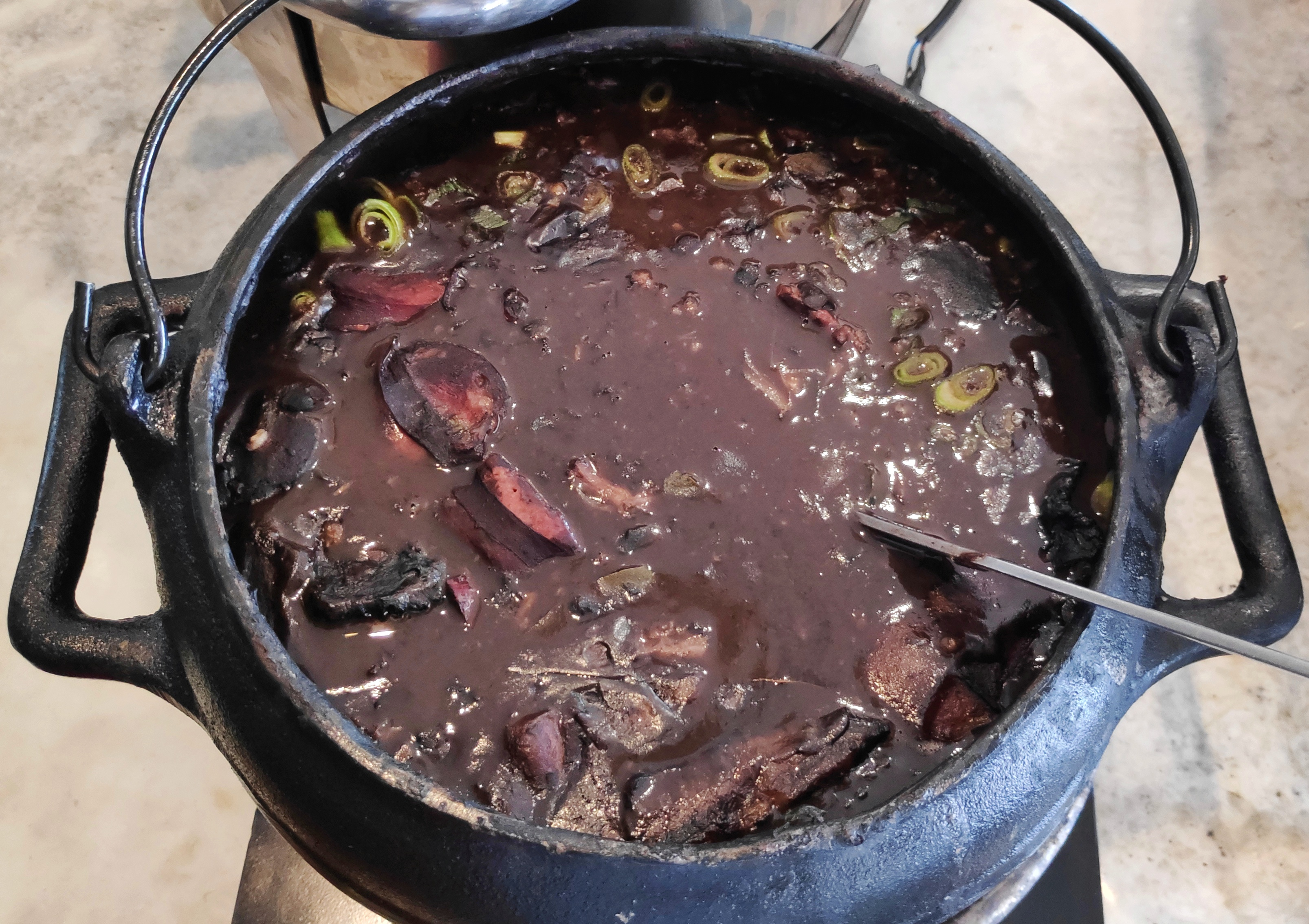
Feijoada, maso dušené s černými fazolemi

- Leitão assado, sele potřené pastou z česneku, oleje, soli a pepře se opéká na rožni více než dvě hodiny.
- Feijoada, hovězí a vepřové maso dušené s fazolemi v hliněném hrnci. Přidává se i mrkev, zelí a rajčata. Podává se s rýží a klobásou.
- Cozido à portuguesa, dušené fazole, zelenina, rýže a masoFrancesinha, sendvič s masem a politý sýrem

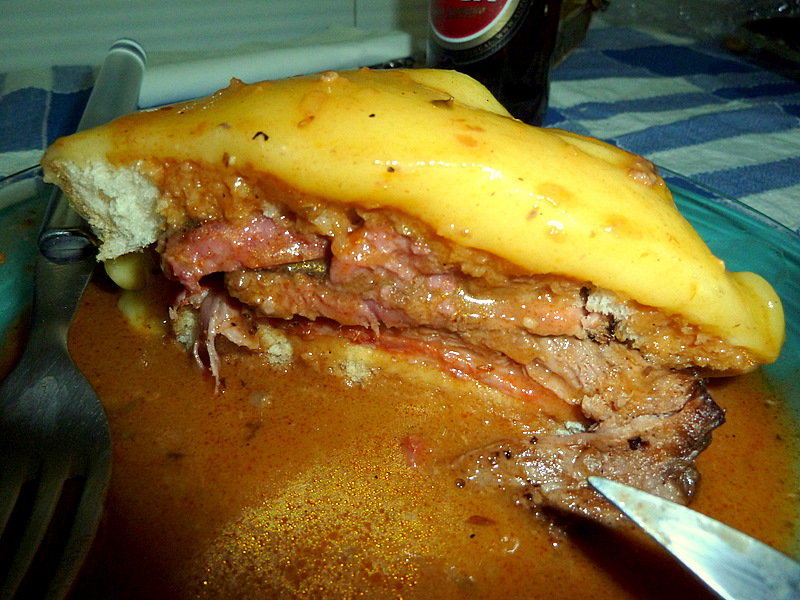
Francesinha, sendvič s masem a politý sýrem

- Tripas à moda do Porto, pokrm z dršťek a bílých fazolí
- Francesinha, vrstvený sendvič plněný masem, uzeninou, okurkou a vejcem, politý rozteklým sýrem a omáčkou z rajčat a piva. Podává se s hranolky.
- Galinha à Africana, kuře po africku, grilované kuře podávaného s pikantní omáčkou z čili papričkek, koriandru, česneku, rajčat a papriky.
- Cabidela, pokrm z rýže a drůbežího masa v omáčce z krve a octa.[3]
- Alheira, klobása z hovězího, kachního, kuřecího či králičího masa s česnekem. Alheira se smaží v olivovém oleji a servíruje se s vařenou zeleninou a bramborami.
- Morcela, kořeněná černá jitrnice
- Presunto, sušená uzená vepřová kýta, před sušením naložená do mořské soli. Nechává se zavěšená ve sklepě.
- Chouriço, klobása, která je obdobu španělského choriza. Klobása obsahuje vepřové maso, tuk, červené víno, papriku a sůl.Chorizos, klobásky

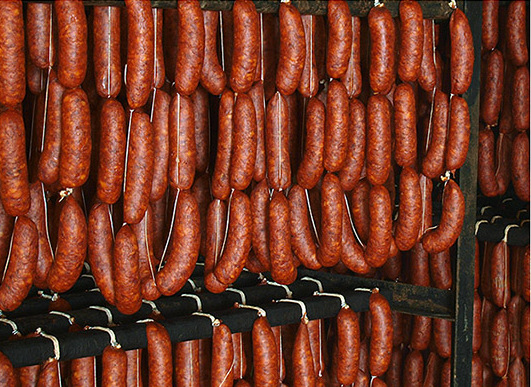
Chorizos, klobásky

- Linguiça, podobná chouriçu, tenčí klobása, která obsahuje víc česneku a koření.

### Sýry a pečivo
- Queijo Serra da Estrella nebo  Queijo São Jorge, tradiční portugalský smetanový sýr vyráběný z ovčího mléka
- Requeijão Português, sýr z kravského mléka připomínající ricottu. Servíruje se s trochou medu nebo posypaný solí a pepřem.
- Broa, chléb ze směsi kukuřičné, pšeničné nebo ječmenné mouky.
- Migas, den starý chleba namočený ve vodě a ochucený česnekem a olivovým olejem. Jí se jako příloha k masu nebo sýru.
- Rissois, smažené kroketky ve tvaru půlměsíčků
- Eempanadas, plněné a pečené koláčky s náplní masa, ryb, mořských plodů, zeleniny nebo sýru.Pastel de nata, košíčky se žloutkovým krémem

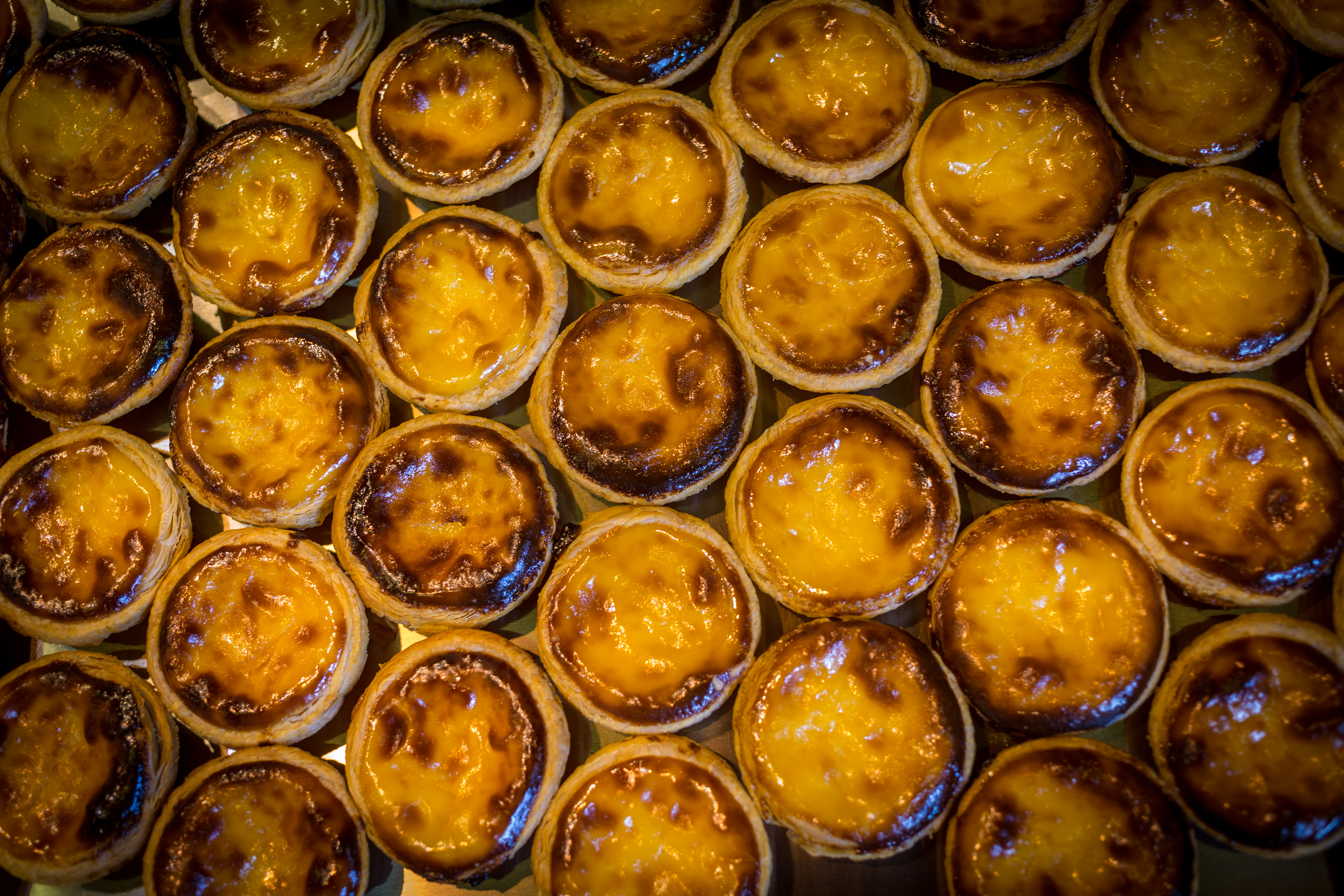
Pastel de nata, košíčky se žloutkovým krémem

- Petiscos, předkrm nebo malé jídlo podobné španělskému tapas. Mohou to být rissois, eempanadas, sýry, olivy, klobásky a další.

### Sladká jídla
- Pastel de nata, národní jídlo, malé košíčky z listového těsta s krémem z vaječných žloutků, mléka a cukru.
- Pastel de feijão, malé košíčky z křehkého těsta naplněné bílými fazolemi, mandlemi, žloutky a smetanou.Portské víno

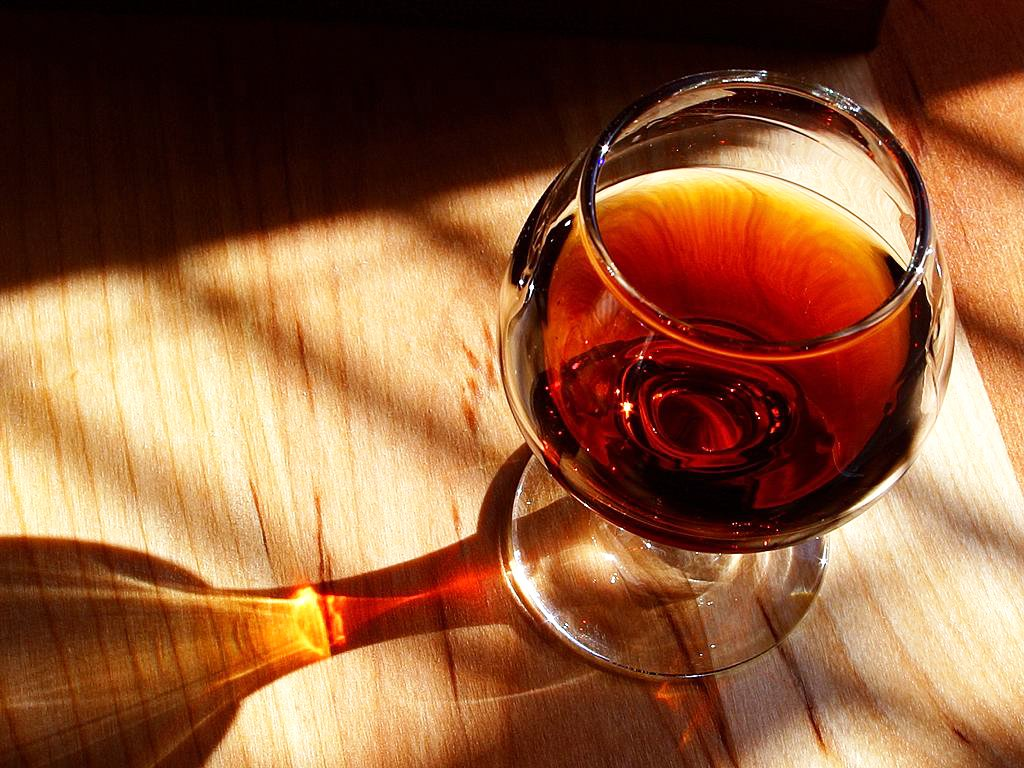
Portské víno

- Queijada, pečivo s tvarohovou náplní a karamelem.
- Bola de Berlim, koblížky naplněné vaječným krémem a obalené v cukru.
- Bolo rei, bábovka plněná rozinkami a kandovaným ovocem[4]
- Arroz doce, rýžový nákyp s mlékem, cukrem, skořicí, vanilkou a citronem.
- Mousse de chocolate, čokoládová pěna

### Nápoje
- Čaj, nejoblíbenější nápoj. Říká se, že Portugalci naučili pít čaj Angličany.
- Káva, oblíbený nápoj, carioca (slabé espresso), bica (espresso), garoto (espresso a stejné množství mléka), galão (obdoba latté), chinesa (silná mléčná káva)
- Víno, vinařství je v Portugalsku velmi rozšířené. Pěstují a pijí víno červené (tinto), bílé (branco), růžové (rosé) a mladé, kyselé a zelené víno (vinho verde). Nejlepší vína (maduro) se vyrábějí okolo řeky Douro. Nejlepší růžové víno je Mateus rosé. Z města Porto pochází slavné portské víno.
- Aguardente neboli hořící voda, místní pálenky a brandy. Pálenky se vyrábějí podomácku ze zbytků vinných hroznů a dalšího ovoce. Brandy se připravují z jahod, mandlí nebo medu.
- Pivo, oblíbené jsou ležáky, známé značky Cristal, Cintra, Sagres, Super Bock